# Хоэнштейн, Адольф
Адольф Хоэнштейн (нем. Adolf (Adolfo) Hohenstein, * 18 марта 1854 г. Санкт-Петербург; † 12 апреля 1928 г. Бонн) — немецкий художник, иллюстратор, график, дизайнер и театральный художник, мастер художественного плаката, один из известнейших в своё время. Один из пионеров стиля модерн в Италии (стиль «либерти»).

## Жизнь и творчество
Родился в России, однако ещё в детском возрасте его семья переехала в Вену. Здесь Адольф получил художественное образование. Первое практическое применение таланта художника проявилось во время его поездки в Индию, где он занимался украшением дворцов представителей местной элиты. 
В 1879 году приезжает в Милан и оседает в Италии, где его знают уже как «Адольфо». Работает театральным и оперным художником и декоратором, в первую очередь для миланского театра Ла Скала (здесь он занимает пост художественного директора). Художник создаёт плакаты к постановкам «Богемы» и «Тоски», костюмы для многих оперных спектаклей (в том числе для Мадам Баттерфляй Джакомо Пуччини), а также рекламные постеры для фирмы Кампари, обложки для газет и художественной литературы, почтовые карточки. Был с Пуччини близко знаком и много вместе с ним работал над оперными постановками.
После возвращения в Германию, в 1909—1923 годы состоял в дюссельдорфском союзе художников «Палитра» (нем. Malkasten - дословно "коробка с красками"). В этот период мастер неоднократно вновь посещает Италию. Во времена послевоенной (после Первой мировой войны) гиперинфляции в Германии был автором отчеканенной в Бонне в 1920 году серии монет номиналом в 10, 25 и 50 пфеннигов (с портретом Л. ван Бетховена на реверсе).

## Галерея
- Рекламный плакат спичек из Турина (1905)
- Плакат к опере Пуччини «Тоска (1899)»
- Обложка газеты «Коррьере делла сере» (1898)
- Плакат к опере Пуччини «Мадам Баттерфляй» (1904)
- Рекламный плакат (1899)
- Фальстаф (1893)

## Дополнения
- Adolfo Hohenstein bei Art.com
- Адольфо Хоэнштейн на Arte-Liberty